# Acrilammide
L'acrilamide, o acrilammide, o anche propenammide, è l'amide dell'acido acrilico. A temperatura ambiente si presenta come un solido cristallino incolore o leggermente bianco, solubile in acqua con reazione fortemente endotermica, avente odore non percettibile o leggermente ammoniacale, che in forma pulverulenta viene facilmente inalato con effetti potenzialmente molto pericolosi. Viene industrialmente preparata per idrolisi dell'acrilonitrile con idratasi nitrilica.
L'acrilammide si produce naturalmente nei prodotti alimentari amidacei, come patatine, patate fritte, pane, biscotti e caffè durante la cottura ad alta temperatura.

## Tossicità
È un composto mutageno e potenzialmente cancerogeno, con tossicità sistemica ma preferenziale per il sistema nervoso sia centrale, sia periferico (causa polineuropatia) e riproduttivo.
A livello di tossicologia alimentare è prodotta, al pari dell'acroleina, a seguito della disidratazione del glicerolo, frutto dell'idrolisi dei grassi, reazione che avviene durante la frittura a temperature superiori al punto di fumo dell'olio utilizzato, seguita dalla reazione con composti azotati contenuti nei cibi (reazioni di Maillard) principalmente tra zuccheri e proteine, in particolare tra asparagina e zuccheri riducenti come fruttosio e glucosio, o carbonili reattivi come quello acroleinico, a temperature superiori a 120 °C. Viene ascritta alle sostanze SVHC (substance of very high concern), regolamentate REACH.
L'effetto biologico è dovuto al suo essere un composto elettrofilo che si coniuga facilmente attraverso il suo doppio legame con gruppi chimici di molecole biologiche, soprattutto i gruppi zolfo dei residui di cisteina (nelle proteine) e i gruppi amminici o chetonici (nelle basi del DNA). Il legame risultante è covalente e impedisce il corretto funzionamento della macromolecola cui l'acrilammide si coniuga.
Il 15 dicembre 2016 la Commissione europea ha risposto. a un' interrogazione parlamentare sull’acrilammide. presentata il 20 ottobre dal deputato Nicola Caputo, affermando che intende adottare "opportune misure regolamentari" per ridurne la presenza negli alimenti.

## Utilizzi
In biologia molecolare, la poliacrilamide è un derivato polimerico, che sotto forma di gel trova applicazione come mezzo di risoluzione e separazione delle proteine nell'elettroforesi e nella cromatografia.
La poliacrilammide è usata anche nel trattamento delle acque come coagulante o flocculante.